# Worship God
Worship God — седьмой студийный альбом американской певицы современной христианской музыки Ребекки Сент-Джеймс, выпущенный 26 февраля 2002 года на лейбле ForeFront Records. Этот альбом стал самым популярным в её карьере, заняв 94-е место в основном американском хит-параде Billboard 200 и 5-е место в чарте христианских альбомом в Billboard Christian Albums. Из альбома вышли синглы «Song of Love» и «Breathe».

## История
В отличие от предыдущих альбомов, Сент-Джеймс стала соавтором только четырёх из одиннадцати песен. Из-за жанра прославления остальные семь песен являются стандартными каверами на песни этого жанра. Это песни Мэтта Редмана («Let My Words Be Few» и «Better Is One Day»), Мари Барнетт («Breathe»), City on a Hill («God of Wonders»), Ленни Леблана и Пола Балоча («Above All»), Джереми Казелла («More Than the Watchmen») и гимн «It Is Well».

## Отзывы
| Оценки критиков     | Оценки критиков |
| Источник            | Оценка          |
| ------------------- | --------------- |
| AllMusic            | [ 2 ]           |
| Jesus Freak Hideout | (CD)            |
| Jesus Freak Hideout | (DVD)           |

Альбом получил положительные отзывы от музыкальных критиков.
И Jesusfreakhideout (JFH), и AllMusic дали альбому 4,5 звезды из 5. JFH говорит: «Ребекка Сент-Джеймс превзошла себя в альбоме Worship God. Она установила здесь новый стандарт современного поклонения (прославления; modern worship). Пропустите этот проект, и вы можете упустить невероятный опыт поклонения», а AllMusic написал: Worship God — это не просто ещё один альбом удерживания популярности жанра [поклонения]. Это отражение образа жизни поклонения Ребекки Сент-Джеймс, который не скоро покинет проигрыватели компакт-дисков".

## Список композиций
| №   | Название                                        | Автор(ы)                                      | Длительность |
| --- | ----------------------------------------------- | --------------------------------------------- | ------------ |
| 1.  | «Let My Words Be Few» (Matt Redman cover)       | Matt Redman, Beth Redman                      | 4:53         |
| 2.  | «Song of Love»                                  | Jeremy Ash, Matt Bronleewe, Rebecca St. James | 4:08         |
| 3.  | «Breathe» (Marie Barnett cover)                 | Marie Barnett                                 | 3:57         |
| 4.  | «God of Wonders» (City on a Hill cover)         | Marc Byrd, Steve Hindalong                    | 4:12         |
| 5.  | «Lamb of God»                                   | Ash, Bronleewe, St. James                     | 3:07         |
| 6.  | «Above All» (Paul Baloche cover)                | Paul Baloche, Lenny LeBlanc                   | 4:07         |
| 7.  | «Better Is One Day» (Matt Redman cover)         | M. Redman                                     | 4:23         |
| 8.  | «Quiet You with My Love»                        | Bronleewe, St. James                          | 4:06         |
| 9.  | «More Than The Watchmen» (Jeremy Casella cover) | Jeremy Casella                                | 3:02         |
| 10. | «It Is Well»                                    | Spafford                                      | 4:08         |
| 11. | «You»                                           | St. James                                     | 3:56         |
| 12. | «Omega» (Remix)                                 | St. James, Tedd T                             | 4:53         |

## Чарты
| Чарт (2002)                      | Высшая позиция |
| -------------------------------- | -------------- |
| США (Billboard 200)              | 94             |
| США (Billboard Christian Albums) | 5              |